# Revolução Iemenita
A Revolução Iemenita, também referida como Revolta no Iêmen em 2011-2012 (português brasileiro) ou Revolta no Iémen em 2011-2012 (português europeu) teve início com uma série de protestos e manifestações populares e evoluiu para uma revolta armada no país.
Os protestos no Iêmen começaram em fevereiro de 2011, poucos meses depois do início da revolta tunisina de 2010-2011 e dos protestos egípcios de 2011, inserindo-se na chamada Primavera Árabe. A princípio, a população protestava contra o desemprego, a situação econômica, a corrupção política e as propostas de mudança da Constituição do país apresentadas pelo governo. Gradativamente, porém, o movimento escalou até o ponto em que os manifestantes passaram a exigir a renúncia do presidente Ali Abdullah Saleh, titular do cargo desde 1990.

## Antecedentes

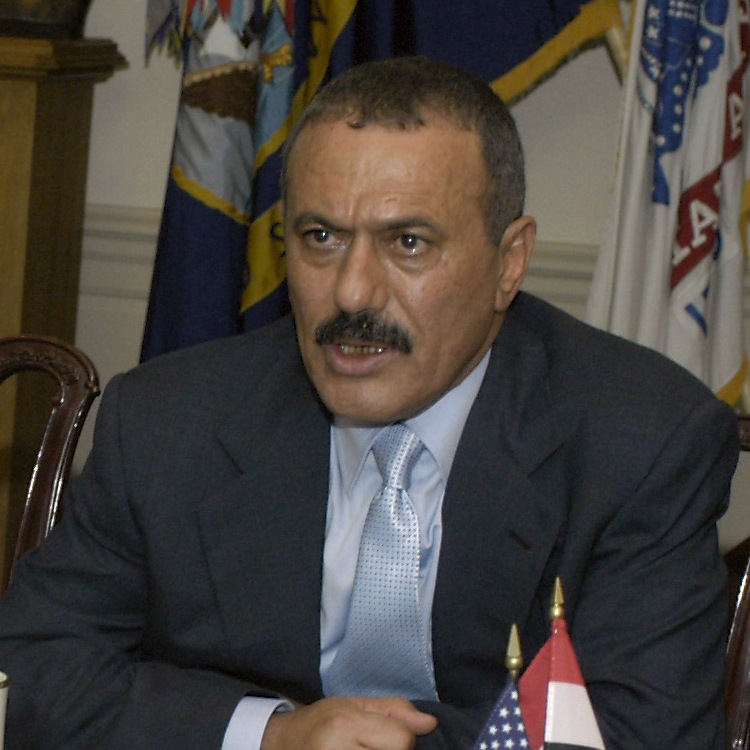
Ali Abdullah Saleh foi presidente do Iêmen por 32 anos.

O Iêmen possui a quarta mais baixa classificação no Índice de Desenvolvimento Humano no mundo árabe depois do Sudão, Djibuti e Mauritânia.
O país também enfrenta um conflito com a Al-Qaeda, bem como uma revolta contra os separatistas no sul do Iêmen, que desejam ver o antigo Iêmen do Sul reconstituído. Além disso, há também uma rebelião xiita dos Houthis no norte do país que pretende a secessão. Saleh foi presidente do Iêmen por mais de 30 anos, e muitos acreditam que seu filho Ahmed Saleh estaria sendo preparado para, eventualmente, substituí-lo. Saleh, ainda, criou um regime de clientelismo, em que o presidente baseava seu governo recorrendo a tribos e ulemás, e um sistema de nepotismo bruto com a concentração de poder político, econômico e militar nas mãos de seus parentes.
Quase metade da população do Iêmen vive com 2 dólares ou menos por dia, e um terço sofre de fome crônica. O Iêmen ocupa a posição 146 no Índice de Percepção da Corrupção da Transparência Internacional em 2010, e 13ª no Índice de Estados Falhados de 2011 (subiu até duas posições de 2010).
Um projeto de alteração da Constituição do Iêmen estava em discussão no parlamento, apesar dos protestos da oposição. A alteração visava permitir que Saleh permanecesse no cargo de presidente por toda a vida. Ele exortou a oposição a tomar parte em uma eleição em 27 de abril para evitar o "suicídio político".

## Protestos

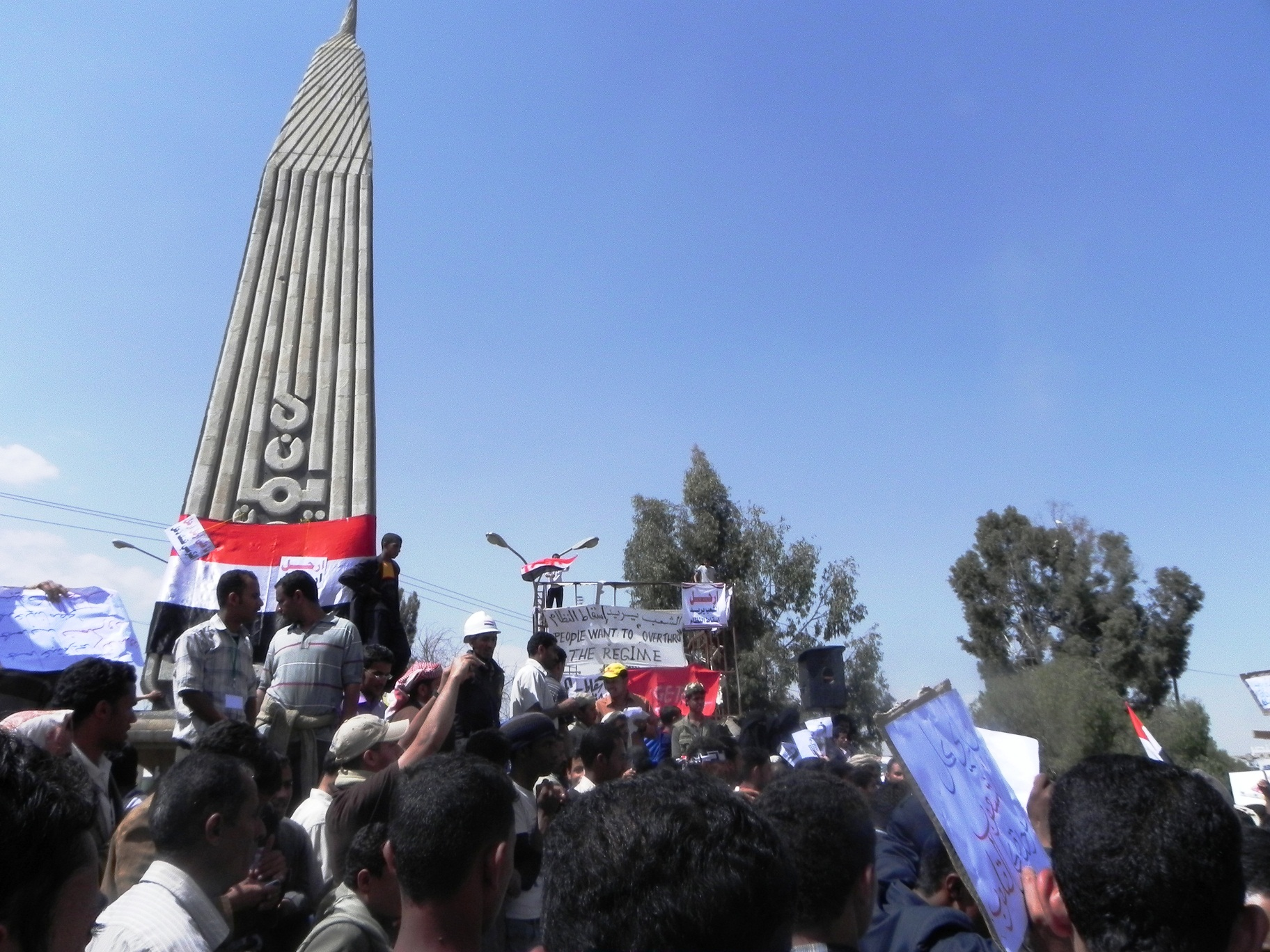
Algumas das manifestações no Iêmen na Universidade Sanaa.

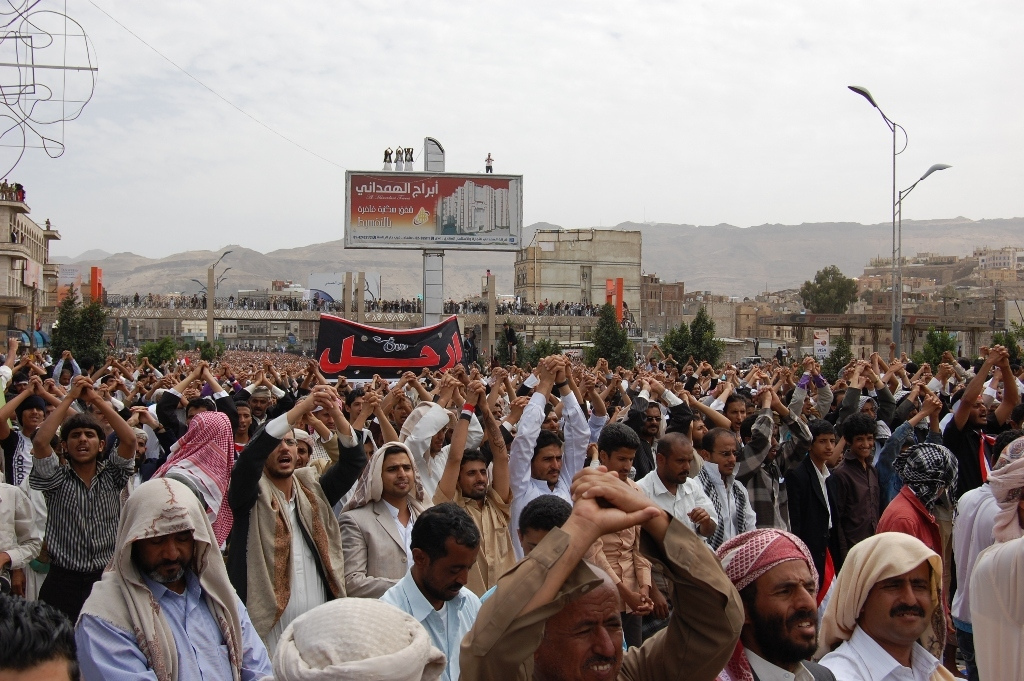
Manifestações em 22 de abril.

Em janeiro de 2011, logo após a expulsão popular do governo da Tunísia, os principais protestos nas ruas se materializaram em Sanaa, capital iemenita, para exigir mudanças governamentais. Em seu primeiro dia uniram mais de 16 000 pessoas no centro de Sanaa. Inicialmente, os manifestantes protestaram contra um plano para alterar a Constituição e devido a economia lenta do país e altas taxas de desemprego; e exigiram que Ali Abdullah Saleh, presidente do país desde 1990, não apresentasse à reeleição  Também houve protestos violentos no sul do país. No entanto, os protestos cresceram mais pelo final de janeiro e assumiu um tom cada vez mais apontando críticas para o presidente Ali Abdullah Saleh, com muitos manifestantes pedindo abertamente por uma nova liderança no Iêmen. Os manifestantes compararam seu presidente ao presidente tunisino deposto Zine El Abidine Ben Ali, pela corrupção do seu governo e a economia pobre do Iêmen. Cerca de 16 mil manifestantes tomaram as ruas em Sana em 27 de janeiro, incluindo cerca de 10 mil estudantes da Universidade de Sanaa. O Iêmen é o país mais pobre do mundo árabe e tornou-se um refúgio para militantes islâmicos da Al Qaeda. Os manifestantes rejeitaram as propostas para reforma política anunciada pelo governo por não serem suficientemente extensas para garantir que Saleh e seu filho não mantenham o poder por tempo indeterminado.
Em 2 de fevereiro, o presidente Saleh, anunciou que não concorreria à reeleição em 2013 e que não passaria o poder para seu filho. Tawakel Karman, em seguida, também clamou por um "Dia de Fúria" em 3 de fevereiro, nos moldes das manifestações de massas em todo o país que ajudaram a derrubar o governo da Tunísia e colocar pressão sobre o governo do presidente Hosni Mubarak no Egito.
O protesto reuniu mais de 20 mil participantes, bem como uma demonstração de força dos partidários Saleh. As forças de segurança responderam aos protestos em Aden com munição real e bombas de gás lacrimogêneo. Depois de Mubarak deixar o poder no Egito, os manifestantes que comemoram a revolução e exigiram uma revolta semelhante no Iêmen foram atacados pela polícia e tribos pró-Saleh. Até o final de fevereiro, várias tribos importantes no Iêmen tinham aderido aos protestos anti-governamentais e os protestos cresceram em tamanho para bem mais de 100 mil em vários dias. Saleh pediu um governo de unidade nacional, mas os líderes da oposição rejeitaram a proposta e pediram que Saleh renunciasse imediatamente.
No dia 1 de março de 2011, o presidente do Iêmen demitiu governadores das cinco províncias em que ocorrem protestos contra o seu governo: Aden, Lahij, Abyan, Hadramaute, e Hudaydah.O presidente acusou os EUA e Israel de orquestrar revoltas pelos países árabes.
| “ | Os acontecimentos que agitam o mundo árabe, da Tunísia ao sultanato de Omã, são uma tempestade orquestrada a partir de Tel Aviv, sob a supervisão de Washington | ” |

Em março, os grupos de oposição apresentaram uma proposta que faria Saleh deixar o poder pacificamente, mas Saleh se recusou a aceitá-la. Um número de importantes autoridades do governo do Iêmen pediu demissão por causa da violência usada para dispersar protestos. Em 18 de março, 45 manifestantes foram mortos a tiros em Sanaa,  um incidente que levou à declaração de estado de emergência e condenação internacional. Alguns dias depois, Saleh disse estaria disposto a deixar o poder até o final do ano ou mesmo mais cedo, porém mais tarde afirmou que não deixaria o cargo.  Até o final de março, seis das 18 províncias do Iêmen estavam fora do controle do governo, segundo as autoridades.

## Tentativa de mediação
Em abril de 2011, o Conselho de Cooperação do Golfo tentou mediar um fim à crise, com a elaboração de várias propostas para uma transição de poder. No final do mês, Saleh sinalizou que aceitaria um plano que o veria deixar o poder um mês após a assinatura e previa um governo de unidade nacional no período que antecede às eleições. Até o final do mês, no entanto, Saleh mudou de ideia e o governo anunciou que não iria assiná-lo, colocando a iniciativa do CCG em espera.
No início de maio, os oficiais novamente indicaram que Saleh assinaria o acordo do CCG, e a oposição concordou em assinar também se Saleh assinasse pessoalmente na sua qualidade de presidente. No entanto, Saleh novamente recuou, dizendo que o acordo não exigia sua assinatura, e a oposição fez o mesmo, acusando Saleh de negociar de má-fé. Os protestos e a violência em todo o país intensificaram-se no sequência desta segunda reversão por Saleh.
No final de maio, líderes da oposição receberam garantias de que Saleh finalmente assinaria o plano do CCG; e eles assinaram o acordo na véspera do dia agendado para o presidente assinar também. Saleh no entanto, mais uma vez decidiu não assinar, e um impasse breve, mas tenso, ocorreu em 22 de maio, quando partidários Saleh cercaram o edifício da embaixada dos Emirados Árabes Unidos em Sanaa, prendendo diplomatas internacionais (incluindo o secretário-geral do CCG) até que o governo enviou um helicóptero para levá-los para o palácio presidencial.

## Revolta

Território e zonas de influência dos rebeldes (azul) e islâmicos (vermelho) durante a revolta no Iêmen, a partir de 23 de outubro de 2011.

Em 23 de maio, um dia após Saleh se recusar a assinar o acordo de transição, o Xeique Sadiq al-Ahmar, o chefe da federação tribal Hashid, uma das tribos mais poderosas do país, declarou apoio à oposição e seus apoiantes armados entrando em conflito com as forças de segurança leais ao governo na capital Sanaa após Saleh ordenar a prisão de al-Ahmar. Um pesado combate de rua se seguiu, que incluiu bombardeios de artilharia e morteiros. Os milicianos haviam cercado e bloqueado vários edifícios governamentais na capital e o povo na região relatava que parecia que a situação estava se deteriorando em uma guerra civil.
Enquanto a situação em Sana estava se desenvolvendo, cerca de 300 militantes islâmicos atacaram e capturaram a cidade costeira de Zinjibar (com população de 20 mil). Durante a tomada da cidade, os militantes mataram cinco policiais, incluindo um oficial de alta patente, e um civil. Dois outros soldados foram mortos em confrontos com militantes em Loder.
No terceiro dia de combates, as unidades militares que desertaram para a oposição foram atingidas pela primeira vez por fogo de morteiro matando três soldados e ferindo 10. À noite, foi relatado que membros da tribo tomaram o controle do edifício do Ministério do Interior, da agência estatal de notícias SABA, e o edifício da companhia aérea nacional.
Um cessar-fogo foi anunciado na noite de 27 de maio, por al-Ahmar, e no dia seguinte, uma trégua foi estabelecida.
Os manifestantes da oposição haviam ocupado a praça principal de Ta'izz desde o início da insurreição contra o governo do presidente Saleh. Os protestos foram em grande parte pacíficos. No entanto, isso mudou em 29 de maio, quando os militares começaram uma operação para esmagar os protestos e eliminar os acampamento dos manifestantes na praça. Tropas teriam disparado balas reais e canhões de água contra os manifestantes, queimado as suas tendas e tratores foram dirigidos sobre alguns deles. A oposição descreveu o evento como um massacre.
No entanto, até 31 de maio, o cessar-fogo tinha avariado e os combates de rua continuavam em Sanaa. Os membros das tribos haviam tomado o controle tanto da sede do Congresso Popular Geral, como dos dirigentes dos principais escritórios da companhia de água.

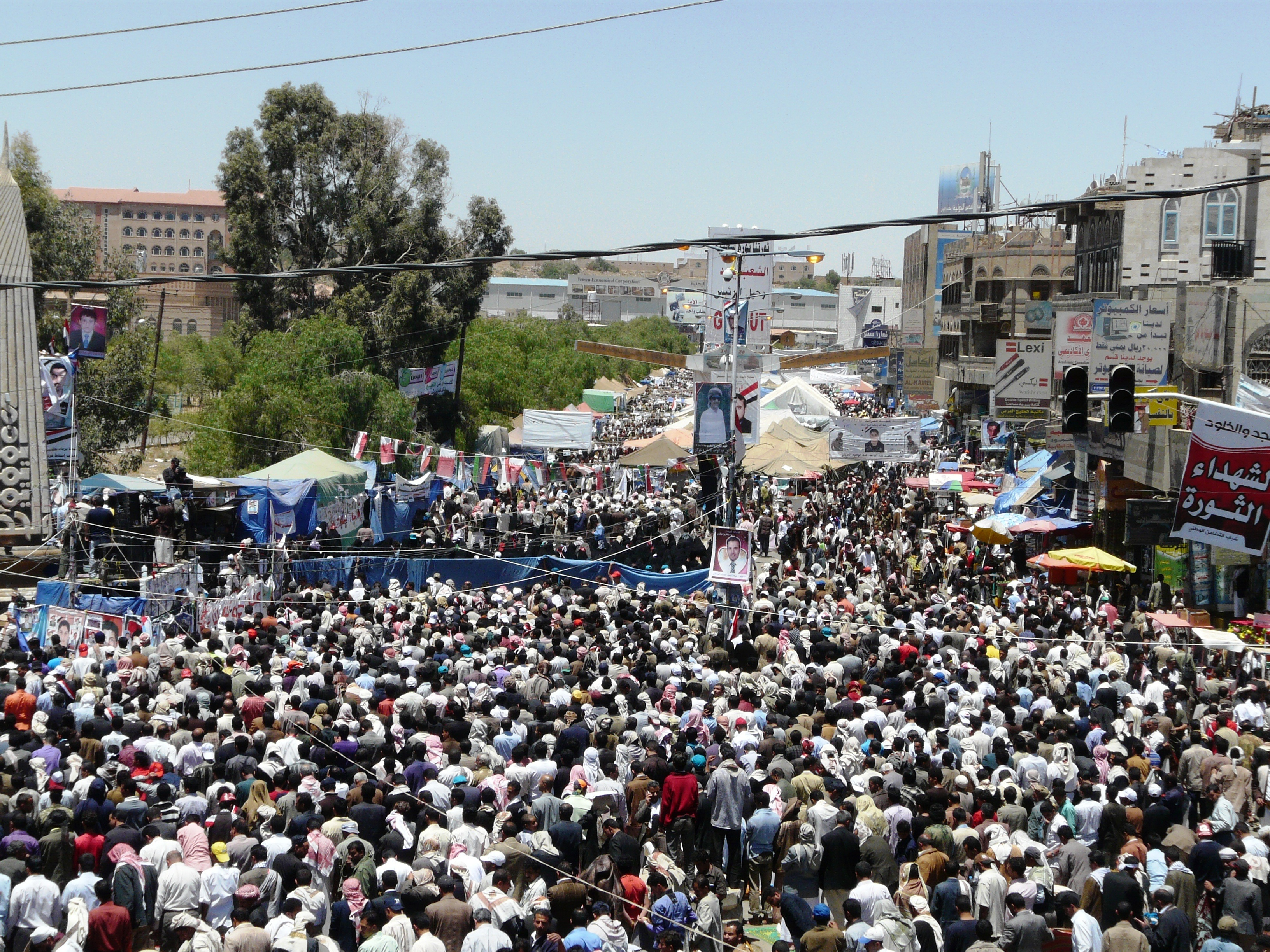
Manifestantes em Sanaa.

## Atentado ao Palácio Presidencial
A situação agravou-se em 3 de junho, depois que um comando rebelde realizou um ataque ao palácio presidencial que deixaram Saleh e outros sete oficiais com altas patentes feridos. Saleh, o primeiro-ministro, o vice-primeiro-ministro, o chefe do parlamento, o governador de Sana e um assessor presidencial ficaram feridos, enquanto estavam orando em uma mesquita dentro do complexo do palácio. Saleh inicialmente afirmou ter se ferido no pescoço e tratado no local; porém, relatórios posteriores indicaram que seus ferimentos eram muito mais graves - incluindo um colapso pulmonar e queimaduras em mais de 40% de seu corpo. Quatro guardas presidenciais e o Xeique Ali Mohsen al-Matari, imame da mesquita, foram mortos. O governo colocou a culpa pelos ataque em integrantes da tribo Hashid, rival de Saleh.
No dia seguinte, Saleh deixou o Iêmen para tratar-se dos ferimentos na Arábia Saudita, onde passou por cirurgias no peito e no pescoço, e sua saída do país foi comemorada nas ruas pela população. Mesmo assim, enfrentamentos entre manifestantes e as forças de segurança continuaram no sul do país, deixando cerca de cinco mortos e dezenas de feridos em Ta'izz. Um cessar-fogo foi mediado pelo rei Abdullah da Arábia Saudita. O vice-presidente Abd Rabbuh Mansur Al-Hadi assumiu como presidente interino e comandante supremo do forças armadas.  Apesar do cessar-fogo, a violência esporádica continuou na capital. Os poderosos filhos de Saleh também se mantiveram no Iêmen em vez de viajar para a Arábia Saudita com o seu pai.

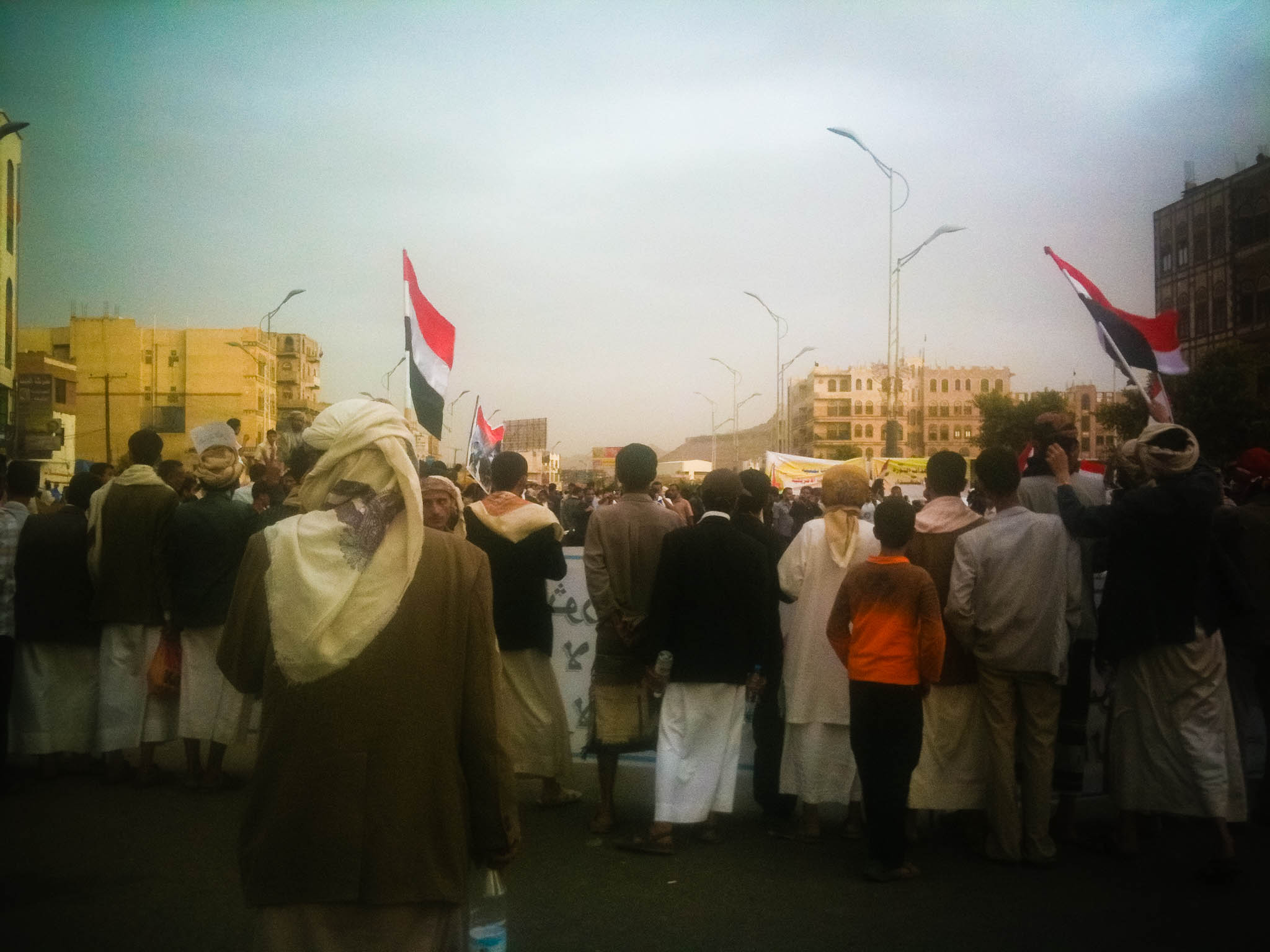
Protestos em junho, na capital

No início de julho o governo rejeitou as exigências da oposição, incluindo a formação de um conselho de transição com o objetivo de formalizar a transferência de poder da administração atual para um governo interino destinado a supervisionar as primeiras eleições democráticas do Iêmen.
Em 6 de agosto, Saleh deixou o hospital na Arábia Saudita, mas ele não retornou ao Iêmen.
Em 18 de setembro, tropas leais ao presidente Saleh abriram fogo contra manifestantes em Sanaa, matando pelo menos 26 pessoas e ferindo centenas. Testemunhas disseram que as forças de segurança e civis armados abriram fogo contra manifestantes que saíram na Praça da Mudança, onde estavam acampados desde fevereiro exigindo mudança de regime, e marcharam em direção ao centro da cidade. No início daquele dia, as tropas do governo dispararam morteiros no distrito de Al-Hasaba em Sanaa, a casa do chefe tribal da oposição Xeique Sadeq al-Ahmar, que afirmou que os seus combatentes não responderiam ao fogo depois de terem sido bombardeado pela Guarda Republicana.
Em 23 de setembro, a televisão estatal iemenita anunciou que Saleh havia retornado ao país após três meses em meio de turbulência crescente que em uma semana viu aumento de tiroteios nas ruas de Sanaa e mais de 100 mortes.

## Acordo de transferência de poder
Em 23 de novembro de 2011, Saleh viajou para Riad, na Arábia Saudita, para assinar o plano do Conselho de Cooperação do Golfo para a transição política, que havia anteriormente rejeitado. Ao assinar o documento, ele concordou em transferir legalmente os poderes da presidência para seu vice-presidente Abd Rabbuh Mansur Al-Hadi no prazo de 30 dias e renunciar formalmente pelas eleições presidenciais de 21 de fevereiro de 2012, em troca de imunidade para ele e sua família.
Em 21 de janeiro de 2012, a Assembleia de Representantes do Iêmen aprovou a lei de imunidade. Também nomeou o vice-presidente Hadi como candidato para a eleição presidencial. Saleh deixou o Iêmen, no dia seguinte para buscar tratamento médico nos Estados Unidos, e está buscando exílio em Omã.
A eleição presidencial foi realizada no Iêmen em 21 de fevereiro de 2012. Com um relatório sustentando que possuiu 65 por cento de participação, Hadi obteve 99,8% dos votos. Abd Rabbuh Mansur al-Hadi tomou o juramento de posse no Parlamento do Iêmen em 25 de fevereiro de 2012. Saleh retornou para casa no mesmo dia para assistir a posse de Hadi a presidência. Depois de meses de protestos, Saleh havia renunciado à presidência e transferido formalmente o poder para seu sucessor, marcando o fim do seu reinado de 33 anos. Como parte do acordo, al-Hadi irá supervisionar a elaboração de uma nova Constituição e governar apenas dois anos, até que novas eleições parlamentares e presidenciais serão realizadas em 2014.